# Jean Glucq
Jean Glucq, mort le 1er novembre 1718 seigneur de Saint Port et dit « secrétaire du roi ».

## Biographie
Fondateur d'une manufacture de teinture dite « royale », mitoyenne de la Manufacture Royale de tapisserie des Gobelins.
Natif d'Amsterdam, Jean Glucq vint - au milieu du XVIIe siècle - importer un «secret pour le bleu de roi et le rouge à l'écarlate» à la demande de Colbert. Installé au faubourg Saint-Marcel de Paris, il crée une manufacture de teinture avec  ses associés Bernard Granville et François Jullienne (voisin dont il épousera la sœur, Marie-Charlotte, le 22 janvier 1674) pour laquelle il obtiendra un privilège de 20 ans le 19 novembre 1667. Ce privilège royal lui conférait une sorte de monopole qui lui permit de donner un grand essor à son affaire et il fit fortune. C'est ainsi qu'il loua puis acheta en 1686 la maison d'en haut du 3 rue de Bièvre, jadis appartenant à la famille Gobelin, en 1700 le château de Sainte-Assise avec la seigneurie de Saint Port, le 3 mars 1713, la grande maison des no 3, 5 et 7 quai des Théatins et d'autres propriétés dans lesquelles il fit aussi de grands travaux.
Parrain de son neveu Jean de Jullienne (fils d'un autre beau-frère, Claude Jullienne Francœur), qu'il contribua à former avec François Jullienne, ils le choisirent par affection, pour ses brillantes aptitudes en lui confiant leurs brevets exclusifs de teinture à l'écarlate, pour le bleu de roi à la façon de Hollande, d'Espagne et d'Angleterre qui faisaient alors la grande réputation de la  manufacture royale de teinture et de draps fins sise aux Gobelins.
Bienfaiteur de l'église de Seine-Port, il eut les honneurs de la sépulture à l'intérieur de cette église au lendemain de son décès survenu à Sainte-Assise le 1er novembre 1718. Ses deux fils, Jean-Baptiste Glucq, baron de St Port et Claude Glucq, seigneur de Villegénis se partagèrent l'héritage dix années après la mort, le 12 mai 1723, quai des Théatins, de leur mère.